# 缎蓝园丁鸟
缎蓝园丁鸟（学名：Ptilonorhynchus violaceus），是雀形目园丁鸟科的一种鸟类，也是园丁鸟属（学名：Ptilonorhynchus）的唯一物种，该属是园丁鸟科的模式属。
缎蓝园丁鸟体重约218.91克，翼长约164.9毫米，嘴峰长约33.6毫米，喙宽度约10毫米，喙厚度约11.7毫米，跗蹠长约50.4毫米，尾长约111.3毫米。缎蓝园丁鸟在其分布区内为留鸟，其栖息在密集的高大树木组成的森林中，食性为杂食性。

## 亚种
- ：分布于澳大利亚昆士兰州东北部的阿瑟顿臺地（英语：Atherton_Tableland）至伯德金河。
- ：分布于澳大利亚昆士兰州中部至维多利亚州东部和南部。[4]